# Lista de jogos para Wii U
Esta é uma lista de todos os jogos eletrônicos anunciados ou lançados para o console de videogame Wii U, da Nintendo. Há atualmente 109 jogos confirmados, sendo 77 jogos físicos e 31 por download através da Nintendo eShop.

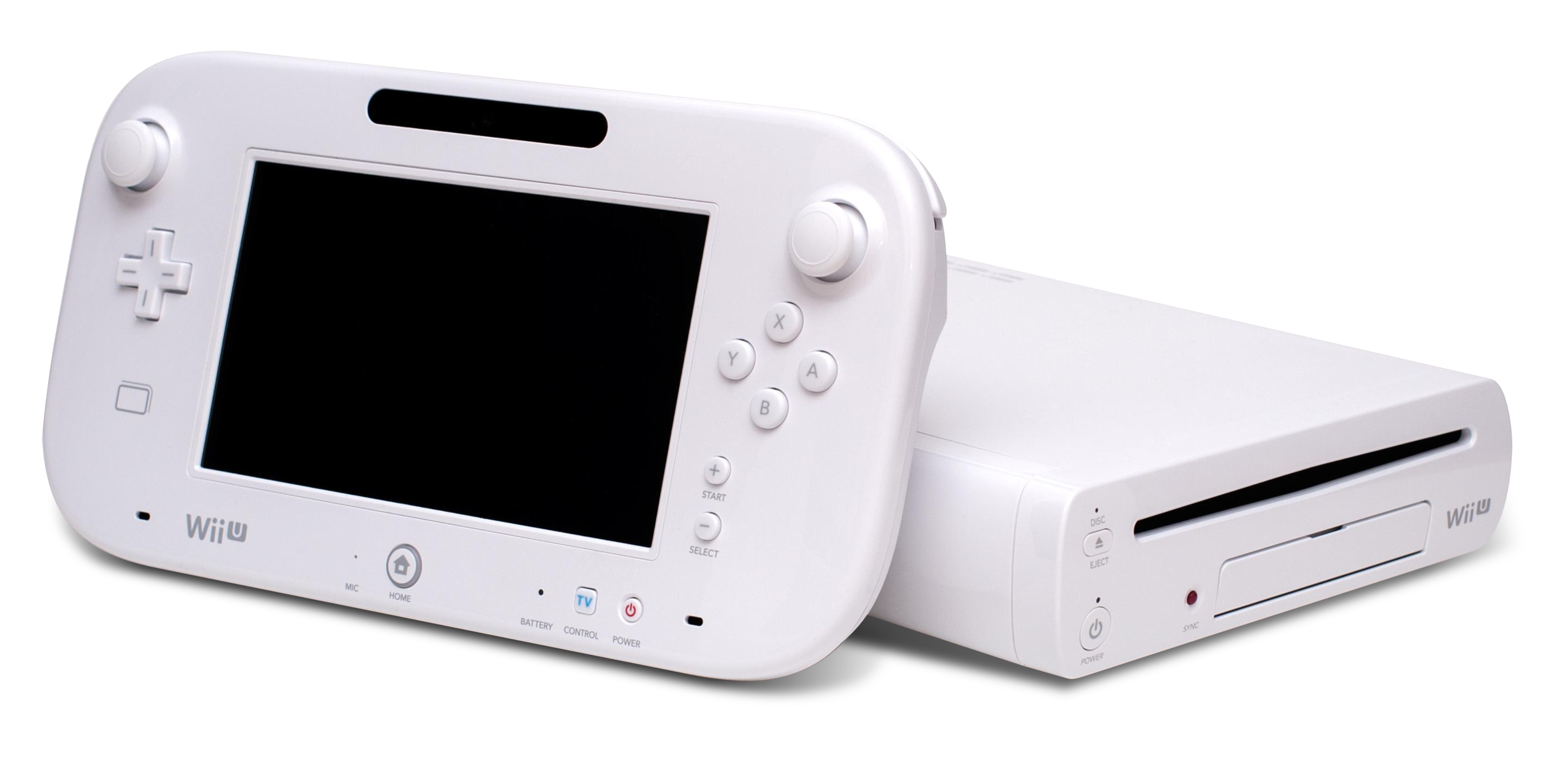

## Lista
JP: Japão, PAL: Europa, NA: América do Norte, TBA: Para ser anunciado.
| Título                                                                                         | Desenvolvedor(es)                    | Publicador(es)                         | Japão                   | Europa                  | Austrália               | América                         | Nintendo eShop      | Exclusivo |
| ---------------------------------------------------------------------------------------------- | ------------------------------------ | -------------------------------------- | ----------------------- | ----------------------- | ----------------------- | ------------------------------- | ------------------- | --------- |
| 007 Legends                                                                                    | Eurocom                              | Activision                             | Não lançado             | 6 de dezembro de 2012   | Não lançado             | 11 de dezembro de 2012          | Sim                 | Não       |
| Aliens: Colonial Marines                                                                       | Gearbox Software Demiurge Studios    | Sega                                   | 2013                    | Janela de Lançamento[b] | 2013                    | Março de 2013                   | TBA                 | Não       |
| Angry Birds Trilogy                                                                            | Rovio Entertainment Housemarque      | Activision                             | 2013                    | 2013                    | 2013                    | 2013                            | TBA                 | Não       |
| Animal Crossing: Amiibo Festival                                                               |                                      |                                        | 2015                    | 2015                    | 2015                    | 13 de Novembro de 2015          |                     | SIM       |
| Assassin's Creed III                                                                           | Ubisoft Quebec                       | Ubisoft                                | 8 de dezembro de 2012   | 30 de novembro de 2012  | 30 de novembro de 2012  | 18 de novembro de 2012          | Sim                 | Não       |
| Batman: Arkham City - Armored Edition Batman: Arkham City - Armoured EditionPAL                | Rocksteady Studios WB Games Montreal | Warner Bros. Interactive Square EnixJP | 8 de dezembro de 2012   | 30 de novembro de 2012  | 30 de novembro de 2012  | 18 de novembro de 2012          | Sim                 | Não       |
| Batman: Arkham Origins                                                                         | WB Games Montreal                    | Warner Bros. Interactive               | 5 de dezembro de 2013   | 8 de novembro de 2013   | 6 de novembro de 2013   | 25 de outubro de 2013           | Sim                 | Não       |
| Bayonetta 2                                                                                    | Platinum Games                       | Nintendo                               | 24 de outubro de 2014   | 24 de outubro de 2014   | 25 de outubro de 2014   | 20 de setembro de 2014          | Sim[a]              | Sim       |
| Ben 10: Omniverse                                                                              | Vicious Cycle Software               | D3 Publisher                           | Não lançado             | 30 de novembro de 2012  | 30 de novembro de 2012  | 18 de novembro de 2012          | Sim                 | Não       |
| Cabela's Dangerous Hunts 2013                                                                  | Desconhecido                         | Activision                             | TBA                     | TBA                     | TBA                     | 4 de dezembro de 2012           | Não                 | Não       |
| Call of Duty: Black Ops II                                                                     | Treyarch                             | Activision Square EnixJP               | 20 de dezembro de 2012  | 30 de novembro de 2012  | 30 de novembro de 2012  | 18 de novembro de 2012          | Não                 | Não       |
| Darksiders II                                                                                  | Vigil Games                          | THQ                                    | Não lançado             | 30 de novembro de 2012  | 30 de novembro de 2012  | 18 de novembro de 2012          | Sim                 | Não       |
| Disney Infinity                                                                                | Disney Interactive Studios           | Disney Interactive Studios             | TBA                     | TBA                     | 18 de junho de 2013     | TBA                             | TBA                 | Não       |
| Dream Pinball 3D II                                                                            | TopWare Interactive                  | Desconhecido                           | TBA                     | Dezembro de 2012        | TBA                     | TBA                             | TBA                 | Não       |
| Dirt                                                                                           | Desconhecido                         | Codemasters                            | TBA                     | TBA                     | TBA                     | TBA                             | TBA                 | TBA       |
| Disney Epic Mickey 2: The Power of Two                                                         | Junction Point Studios               | Disney Interactive Studios             | Late 2013               | 30 de novembro de 2012  | 13 de dezembro de 2012  | 18 de novembro de 2012          | Sim                 | Não       |
| Dragon Quest X: Rise of the Five Tribes Online                                                 | Square Enix                          | Square Enix                            | 30 de março de 2013     | TBA                     | TBA                     | TBA                             | TBA                 | Não       |
| F1 / Formula One Sem Titulo                                                                    | Desconhecido                         | Codemasters                            | TBA                     | TBA                     | TBA                     | TBA                             | TBA                 | TBA       |
| F1 Race Stars                                                                                  | Codemasters                          | Codemasters                            | 2013                    | 2013                    | 2013                    | 2013                            | TBA                 | Não       |
| Family Party: 30 Great Games Obstacle Arcade Simple Series for Wii U Vol.1: The Family PartyJP | Art Co., Ltd                         | D3 Publisher                           | 20 de dezembro de 2012  | 30 de novembro de 2012  | 30 de novembro de 2012  | 4 de dezembro de 2012           | Sim                 | Sim       |
| FIFA 13 FIFA Soccer 13NA                                                                       | EA Canada                            | Electronic Arts                        | 8 de dezembro de 2012   | 30 de novembro de 2012  | 30 de novembro de 2012  | 18 de novembro de 2012          | Sim                 | Não       |
| Fist of the North Star: Ken's Rage 2'                                                          | Koei                                 | Tecmo Koei                             | 31 de janeiro de 2013   | 7 de fevereiro de 2013  | TBA                     | 7 de fevereiro de 2013          | Sim (download only) | Não       |
| Funky Barn                                                                                     | Tantalus Media                       | 505 Games                              | Não lançado             | 30 de novembro de 2012  | 30 de novembro de 2012  | 18 de novembro de 2012[b]       | Sim                 | Não       |
| Game Party Champions                                                                           | Phosphor Games                       | Warner Bros. Interactive               | Não lançado             | 30 de novembro de 2012  | 30 de novembro de 2012  | 18 de novembro de 2012          | Sim                 | Sim       |
| Game & Wario                                                                                   | Intelligent Systems                  | Nintendo                               | 28 de março de 2013     | Janela de Lançamento[b] | TBA                     | Janela de Lançamento[b]         | Sim[a]              | Sim       |
| Injustice: Gods Among Us                                                                       | NetherRealm Studios                  | Warner Bros. Interactive               | Não lançado             | 19 de abril de 2013     | TBA                     | 16 de abril de 2013             | TBA                 | Não       |
| Jeopardy!                                                                                      | Pipeworks Software                   | THQ                                    | Não lançado             | Não lançado             | Não lançado             | 14 de dezembro de 2012          | Sim                 | Não       |
| Jett Tailfin                                                                                   | Desconhecido                         | Maximum Games                          | TBA                     | TBA                     | TBA                     | Janela de Lançamento[b]         | TBA                 | TBA       |
| Just Dance 4                                                                                   | Ubisoft Paris                        | Ubisoft                                | Não lançado             | 30 de novembro de 2012  | 30 de novembro de 2012  | 18 de novembro de 2012          | Sim                 | Não       |
| Lego City: Undercover                                                                          | Traveller's Tales                    | Nintendo                               | TBA                     | 28 de março de 2013     | TBA                     | 18 de março de 2013             | TBA                 | Sim       |
| Lego Marvel Super Heroes                                                                       | Traveller's Tales                    | Warner Bros. Interactive Entertainment | 2013                    | 2013                    | 2013                    | 2013                            | 2013                | Não       |
| Madden NFL 13                                                                                  | EA Tiburon                           | EA Sports                              | Não lançado             | Não lançado             | Não lançado             | 18 de novembro de 2012          | Sim                 | Não       |
| Marvel Avengers: Battle for Earth                                                              | Ubisoft Quebec                       | Ubisoft                                | Não lançado             | 30 de novembro de 2012  | 14 de fevereiro de 2013 | 4 de dezembro de 2012           | Sim                 | Não       |
| Mario Kart 8                                                                                   | Nintendo                             | Nintendo                               | 30 de maio de 2014      | 30 de maio de 2014      | 31 de maio de 2014      | 29 de maio de 2014              | TBA                 | Sim       |
| Mass Effect 3: Special Edition                                                                 | BioWare Straight Right               | Electronic Arts                        | 8 de dezembro de 2012   | 30 de novembro de 2012  | 30 de novembro de 2012  | 18 de novembro de 2012          | Não                 | Não       |
| Medium                                                                                         | Bloober Team                         | Desconhecido                           | TBA                     | TBA                     | TBA                     | TBA                             | TBA                 | TBA       |
| Monster Hunter 3 Ultimate Monster Hunter 3 (tri-) G HD Ver.JP                                  | Capcom Production Studio 1, Eighting | Capcom                                 | 8 de dezembro de 2012   | 22 de março de 2013     | 23 de março de 2013     | 19 de março de 2013             | TBA                 | Sim       |
| NBA 2K13                                                                                       | Visual Concepts                      | 2K Sports                              | Não lançado             | 19 de dezembro de 2012  | 27 de dezembro de 2012  | 18 de novembro de 2012          | Sim                 | Não       |
| Need for Speed: Most Wanted                                                                    | Criterion Games                      | Electronic Arts                        | 14 de março de 2013     | 21 de março de 2013     | Março de 2013           | 19 de março de 2013             | TBA                 | Não       |
| New Super Mario Bros. U                                                                        | Nintendo EAD                         | Nintendo                               | 8 de dezembro de 2012   | 30 de novembro de 2012  | 30 de novembro de 2012  | 18 de novembro de 2012          | Sim[a]              | Sim       |
| Ninja Gaiden 3: Razor's Edge                                                                   | Team Ninja                           | Nintendo Tecmo KoeiJP                  | 8 de dezembro de 2012   | 11 de janeiro de 2013   | 2013                    | 18 de novembro de 2012          | Sim                 | Não       |
| Nintendo Land                                                                                  | Nintendo EAD                         | Nintendo                               | 8 de dezembro de 2012   | 30 de novembro de 2012  | 30 de novembro de 2012  | 18 de novembro de 2012          | Sim[a]              | Sim       |
| Oliver and Spike: Dimension Jumpers                                                            | Rock Pocket Games                    | TBA                                    | TBA                     | TBA                     | TBA                     | TBA                             | TBA                 | Não       |
| Outstanding Wrestling                                                                          | Chandler & Zay Productions           | Chandler Gamer Productions             | Não lançado             | Abril de 2014           | Abril de 2014           | Abril de 2014                   | TBA                 | Não       |
| Pikmin 3                                                                                       | Nintendo EAD                         | Nintendo                               | Q2 2013[b]              | Q2 2013[b]              | Q2 2013[b]              | Q2 2013[b]                      | Sim[a]              | Sim       |
| Project Nova (working title)                                                                   | Vicarious Visions                    | Activision                             | TBA                     | TBA                     | TBA                     | TBA                             | TBA                 | TBA       |
| Rabbids Land                                                                                   | Ubisoft Paris                        | Ubisoft                                | Não lançado             | 30 de novembro de 2012  | 30 de novembro de 2012  | 18 de novembro de 2012          | Sim                 | Sim       |
| Rapala Pro Bass Fishing                                                                        | Desconhecido                         | Activision                             | TBA                     | TBA                     | TBA                     | 4 de dezembro de 2012           | Não                 | Não       |
| Rayman Legends                                                                                 | Ubisoft Montpellier                  | Ubisoft Montpellier                    | 2013                    | 2013                    | 2013                    | 2013                            | Sim                 | Não       |
| Resident Evil: Revelations Unveiled Edition                                                    | Capcom                               | Capcom                                 | TBA                     | 24 de maio de 2013      | TBA                     | 21 de maio de 2013              | TBA                 | Não       |
| Rise of the Guardians: The Video Game                                                          | D3 Publisher                         | Não lançado                            | 14 de dezembro de 2012  | 13 de dezembro de 2012  | 4 de dezembro de 2012   | Sim                             | Não                 |           |
| Romance of the Three Kingdoms XII                                                              | Koei                                 | Koei                                   | 13 de dezembro de 2012  | TBA                     | TBA                     | TBA                             | TBA                 | Não       |
| Sacrilegium                                                                                    | Reality Pump Studios                 | TopWare Interactive                    | 2013                    | 2013                    | 2013                    | 2013                            | TBA                 | TBA       |
| Scribblenauts Unlimited                                                                        | 5th Cell                             | Warner Bros. Interactive               | Não lançado             | 2013                    | 30 de novembro de 2012  | 18 de novembro de 2012          | Sim                 | Não       |
| Shin Megami Tensei X Fire Emblem                                                               | Atlus, Intelligent Systems           | Nintendo                               | TBA                     | TBA                     | TBA                     | TBA                             | TBA                 | Sim       |
| Shin Megami Tensei X Fire Emblem                                                               | Atlus, Intelligent Systems           | Nintendo                               | TBA                     | TBA                     | TBA                     | TBA                             | TBA                 | Sim       |
| Shovel Knight                                                                                  | Yacht Club Games                     | Yacht Club Games                       | Não lançado             | 6 de dezembro de 2014   | 7 de novembro de 2014   | 26 de junho de 2014             | Sim                 | Não       |
| Skylanders: Giants                                                                             | Toys For Bob Vicarious Visions       | Activision Square EnixJP               | 2013                    | 30 de novembro de 2012  | 2013                    | 18 de novembro de 2012          | Não                 | Não       |
| Skylanders: Swap Force                                                                         | Vicarious Visions                    | Activision                             | 2014                    | 2013                    | 2013                    | 2013                            | TBA                 | Não       |
| Sniper: Ghost Warrior 2                                                                        | City Interactive                     | City Interactive                       | 2013                    | Março de 2013           | 2013                    | Março de 2013                   | TBA                 | Não       |
| Sniper Elite V2                                                                                | Rebellion Developments               | 505 Games                              | 2013                    | 2013                    | 2013                    | 2013                            | TBA                 | Não       |
| Sonic Lost World'                                                                              | Sega                                 | Sega                                   | Não lançado             | 19 de outubro de 2013   | 19 de outubro de 2013   | 26 de agosto de 2013            | Sim                 | Não       |
| Sonic & All-Stars Racing Transformed'                                                          | Sumo Digital                         | Sega                                   | Não lançado             | 30 de novembro de 2012  | 30 de novembro de 2012  | 18 de novembro de 2012          | Sim                 | Não       |
| Sports ConnectionINT ESPN Sports ConnectionNA                                                  | Desconhecido                         | Ubisoft                                | 20 de dezembro de 2012  | 30 de novembro de 2012  | 30 de novembro de 2012  | 18 de novembro de 2012          | Sim                 | Sim       |
| Super Mario 3D World                                                                           | Nintendo EAD 1-UP Studio             | Nintendo                               | 21 de novembro de 2013  | 29 de novembro de 2013  | 30 de novembro de 2013  | 22 de novembro de 2013          | Sim                 | Sim       |
| Super Mario Maker                                                                              | Nintendo EAD                         | Nintendo                               | 10 de novembro de 2015  | 10 de novembro de 2015  | 12 de novembro de 2015  | 10 de novembro de 2015          | Sim                 | Sim       |
| Super Smash Bros. for Nintendo 3DS and Wii U                                                   | Sora Ltd. Namco Bandai               | Nintendo                               | 6 de dezembro de 2014   | 28 de novembro de 2014  | 29 de novembro de 2014  | 21 de novembro de 2014          | Sim                 | Não       |
| Tank! Tank! Tank!                                                                              | Namco Bandai Games                   | Namco Bandai Games                     | 21 de fevereiro de 2012 | 30 de novembro de 2012  | 30 de novembro de 2012  | 18 de novembro de 2012          | Não                 | Sim       |
| Tekken Tag Tournament 2: Wii U Edition                                                         | Namco Bandai Games                   | Namco Bandai Games                     | 8 de dezembro de 2012   | 30 de novembro de 2012  | 30 de novembro de 2012  | 18 de novembro de 2012[b]       | Sim                 | Não       |
| The Amazing Spider-Man: Ultimate Edition                                                       | Beenox                               | Activision                             | TBA                     | 8 de março de 2013      | TBA                     | 5 de março de 2013              | TBA                 | Não       |
| The Croods: Prehistoric Party!                                                                 | Torus Games                          | D3 Publisher                           | Não lançado             | 19 de março de 2013     | 19 de março de 2013     | 19 de março de 2013             | TBA                 | Não       |
| The Legend of Zelda: Breath of the Wild                                                        | Nintendo EAD                         | Nintendo                               | 2017                    | 2017                    | 2017                    | 3 de março de 2017              | Sim[a]              | Sim       |
| The Legend of Zelda: The Wind Waker HD                                                         | Nintendo EAD                         | Nintendo                               | 2013                    | 2013                    | 2013                    | 4 outubro de 2013               | TBA                 | Sim       |
| The Legend of Zelda: Twilight Princess                                                         | Nintendo EAD                         | Nintendo                               | 2016                    | 2016                    | 2016                    | 4 de março de 2016              | Sim                 | Sim       |
| The Walking Dead: Survival Instinct                                                            | Terminal Reality                     | Activision                             | 2013                    | 29 de março de 2013     | Não lançado             | 23 de março de 2013             | Sim                 | Não       |
| The Wonderful 101                                                                              | Platinum Games                       | Nintendo                               | TBA                     | 2013                    | TBA                     | 2013 Janela de Lançamento[b])}} | Sim[a]              | Sim       |
| Transformers: Prime – The Game                                                                 | NOWPro Altron                        | Activision                             | Não lançado             | 30 de novembro de 2012  | 30 de novembro de 2012  | 18 de novembro de 2012          | Não                 | Não       |
| Warriors Orochi 3 Hyper Musou Orochi 2 HyperJP                                                 | Koei                                 | Tecmo Koei                             | 8 de dezembro de 2012   | 30 de novembro de 2012  | 30 de novembro de 2012  | 18 de novembro de 2012          | Sim                 | Não       |
| Watch Dogs                                                                                     | Ubisoft Montreal                     | Ubisoft                                | 2013                    | 2013                    | 2013                    | 2013                            | TBA                 | Não       |
| Wheel of Fortune                                                                               | Pipeworks Software                   | THQ                                    | Não lançado             | Não lançado             | Não lançado             | 14 de dezembro de 2012          | Sim                 | Não       |
| Wii Fit U                                                                                      | Nintendo                             | Nintendo                               | TBA                     | 2013                    | 2013                    | Janela de Lançamento[b]         | Sim[a]              | Sim       |
| Wii Party U                                                                                    | Desconhecido                         | Nintendo                               | TBA                     | TBA                     | 11 de agosto de 2013    | TBA                             | TBA[a]              | Sim       |
| Wipeout 3                                                                                      | Desconhecido                         | Activision                             | Não lançado             | Não lançado             | Não lançado             | 18 de novembro de 2012          | Não                 | Não       |
| X                                                                                              | Monolith Soft                        | Nintendo                               | TBA                     | TBA                     | TBA                     | TBA                             | TBA                 | Sim       |
| Yoshi`s Woolly World                                                                           | Good-Feel                            | Nintendo                               | 26 de junho de 2015     | 16 de julho de 2015     |                         | 16 de outubro de 2015           | TBA[a]              | Sim       |
| Your Shape Fitness Evolved 2013                                                                | Ubisoft Blue Byte                    | Ubisoft                                | Não lançado             | 30 de novembro de 2012  | 30 de novembro de 2012  | 18 de novembro de 2012          | Sim                 | Sim       |
| ZombiU                                                                                         | Ubisoft Montpellier                  | Ubisoft                                | 8 de dezembro de 2012   | 30 de novembro de 2012  | 30 de novembro de 2012  | 18 de novembro de 2012          | Sim                 | Sim       |
| Zumba Fitness Core                                                                             | Desconhecido                         | Majesco                                | TBA                     | TBA                     | TBA                     | Janela de Lançamento[b]         | TBA                 | Não       |

### 
↑ a É esperado que a maioria dos jogos publicados pela Nintendo vendidos no varejo vão estar disponíveis digitalmente na Nintendo eShop no lançamento.
↑ b A janela de lançamento é definada pela Nintendo como antes do fim de março de 2013.
↑ c O manual do jogo reivindica o suporte Linear PCM 5.1, mas o jogo usa apenas os canais L+R.
↑ d De acordo com a seção Recursos na entrada da Nintendo eShop.

## Jogos por Download
| Título                                                    | Desenvolvedor(es)         | Publicador(es)          | Japão                  | Europa                  | América                |
| --------------------------------------------------------- | ------------------------- | ----------------------- | ---------------------- | ----------------------- | ---------------------- |
| 8-Bit Boy                                                 | AwesomeBlade Software     | TBA                     | TBA                    | 2013                    | 2013                   |
| 1001 Spikes                                               | Nicalis                   | TBA                     | TBA                    | TBA                     | TBA                    |
| Anima: Gate of Memories                                   | Anima Project Studio      | TBA                     | TBA                    | TBA                     | TBA                    |
| Armillo                                                   | Fuzzy Wuzzy Games         | TBA                     | TBA                    | TBA                     | TBA                    |
| Biker Bash                                                | Slightly Mad Studios      | TBA                     | TBA                    | TBA                     | TBA                    |
| Bit.Trip Presents Runner 2: Future Legend of Rhythm Alien | Gaijin Games              | Gaijin Games            | TBA                    | TBA                     | Janela de Lançamento   |
| Capcom Arcade Cabinet                                     | Capcom                    | Capcom                  | 2013                   | 2013                    | 2013                   |
| Chasing Aurora                                            | Broken Rules              | Broken Rules            | TBA                    | 30 de novembro de 2012  | 18 de novembro de 2012 |
| Cloudberry Kingdom                                        | Pwnee Studios             | Pwnee Studios           | TBA                    | 2013                    | 2013                   |
| Cosmic Highway                                            | Maestro Interactive Games | TBA                     | 2013                   | 2013                    | 2013                   |
| Demon Tribe                                               | Sega                      | Sega                    | TBA                    | TBA                     | TBA                    |
| Farming Simulator 2013                                    | Desconhecido              | TBA                     | TBA                    | TBA                     | TBA                    |
| Fade Into Darkness                                        | Maestro Interactive Games | TBA                     | 2013                   | 2013                    | 2013                   |
| Karateka                                                  | Desconhecido              | TBA                     | TBA                    | TBA                     | TBA                    |
| Little Inferno                                            | Tomorrow Corporation      | Tomorrow Corporation    | TBA                    | 30 de novembro de 2012  | 18 de novembro de 2012 |
| Mighty Switch Force! Hyper Drive Edition                  | WayForward Technologies   | WayForward Technologies | TBA                    | 6 de dezembro de 2012   | 18 de novembro de 2012 |
| Mutant Mudds Deluxe                                       | Renegade Kid              | TBA                     | TBA                    | TBA                     | TBA                    |
| Nano Assault Neo                                          | Shin'en Multimedia        | Shin'en Multimedia      | TBA                    | 30 de novembro de 2012  | 18 de novembro de 2012 |
| Ostrich Island                                            | MeDungeon Games           | TBA                     | TBA                    | TBA                     | TBA                    |
| Pier Solar HD                                             | WaterMelon Co             | WaterMelon Co           | TBA                    | 2013                    | 2013                   |
| Project Y2K                                               | Ackkstudios               | TBA                     | TBA                    | 2013                    | 2013                   |
| Puddle                                                    | Neko Entertainment        | Neko Entertainment      | TBA                    | 30 de novembro de 2012  | 31 de janeiro de 2013  |
| Saber Rider and the Star Sheriffs                         | Firehazard Studio         | TBA                     | TBA                    | 2013                    | 2013                   |
| Star Beast: The Stellar War                               | Pixel Entertainment       | TBA                     | TBA                    | TBA                     | TBA                    |
| Super Ubi Land                                            | Maestro Interactive Games | TBA                     | TBA                    | TBA                     | TBA                    |
| Tank! Tank! Tank! (DL)                                    | Namco Bandai Games        | Namco Bandai Games      | 26 de dezembro de 2012 | 13 de fevereiro de 2013 | TBA                    |
| The Cave                                                  | Double Fine Productions   | Sega                    | TBA                    | 23 de janeiro de 2013   | 22 de janeiro de 2013  |
| The Pinball Arcade                                        | FarSight Studios          | TBA                     | TBA                    | TBA                     | TBA                    |
| Toki Tori 2                                               | Two Tribes B.V.           | Two Tribes B.V.         | TBA                    | 2013                    | 2013                   |
| Tom Clancy's Ghost Recon Online                           | Ubisoft Singapore         | Ubisoft                 | TBA                    | TBA                     | TBA                    |
| Trine 2: Director's Cut                                   | Frozenbyte                | Frozenbyte              | TBA                    | 30 de novembro de 2012  | 18 de novembro de 2012 |
| Two Brothers                                              | Ackkstudios               | TBA                     | TBA                    | 2013                    | 2013                   |
| Unepic                                                    | EnjoyUp                   | EnjoyUp                 | TBA                    | 2013                    | 2013                   |
| Zen Pinball 2                                             | Zen Studios               | Zen Studios             | TBA                    | 31 de janeiro de 2013   | 2013                   |

## Aplicativos
| Titulo                                            | Desenvolvedor(es)                     | Publicador(es)                        | Japão                  | Europa                  | América do Norte        |
| ------------------------------------------------- | ------------------------------------- | ------------------------------------- | ---------------------- | ----------------------- | ----------------------- |
| Amazon Instant Video                              | Amazon.com                            | Amazon.com                            | Não lançado            | Não lançado             | 21 de novembro de 2012  |
| Amiibo Touch & Play: Nintendo Classics Highlights | Nintendo                              | Nintendo                              | 22 de abril de 2015    | 30 de abril de 2015     | 30 de abril de 2015     |
| Demae-can                                         | Yume no Machi Souzou Iinkai Co., Ltd. | Yume no Machi Souzou Iinkai Co., Ltd. | TBA                    | Não lançado             | Não lançado             |
| Hulu (Plus)                                       | Hulu                                  | Hulu                                  | 8 de dezembro de 2012  | Não lançado             | 21 de novembro de 2012  |
| LoveFilm                                          | LoveFilm                              | LoveFilm                              | Não lançado            | 30 de novembro de 2012  | Não lançado             |
| Netflix                                           | Netflix                               | Netflix                               | Não lançado            | 30 de novembro de 2012  | 21 de novembro de 2013  |
| Nico Nico                                         | Niwango                               | Dwango                                | 8 de dezembro de 2012  | Não lançado             | Não lançado             |
| Uplay                                             | Ubisoft                               | Ubisoft                               | TBA                    | 30 de novembro de 2012  | 21 de novembro de 2012  |
| Wii Street U                                      | Google                                | Nintendo                              | 7 de fevereiro de 2013 | 14 de fevereiro de 2013 | 14 de fevereiro de 2013 |
| Wii U Panorama View                               | Nintendo                              | Nintendo                              | TBA                    | TBA                     | TBA                     |
| YNN                                               | Yoshimoto Kogyo                       | Yoshimoto Kogyo                       | TBA                    | Não lançado             | Não lançado             |
| YouTube                                           | Google                                | Google                                | 8 de dezembro de 2012  | 30 de novembro de 2012  | 21 de novembro de 2012  |